# 15.ª etapa da Volta a Espanha de 2022
A 15.ª etapa da Volta a Espanha de 2022 teve lugar a 4 de setembro de 2022 entre Martos e Serra Nevada sobre um percurso de 152,6 km. O vencedor foi os neerlandês Thymen Arensman do DSM e o belga Remco Evenepoel conseguiu manter a liderança antes da última jornada de descanso.

## Classificação da etapa
| Martos - Serra Nevada | alta montanha | (149,6 km) |

| \| Classificação por etapas \| Classificação por etapas \| Classificação por etapas \| Classificação por etapas \| Classificação por etapas \| \| Ciclista \| Ciclista \| Equipe \| Tempo \| \| \| ------------------------ \| ------------------------ \| ---------------------------------- \| ------------------------ \| ------------------------ \| \| 1. \| Thymen Arensman \| Team DSM \| 4h17m17s \| \| \| 2. \| Enric Mas \| Movistar Team \| + 1m23s \| \| \| 3. \| Miguel Ángel López \| Astana Qazaqstan Team \| + 1m25s \| \| \| 4. \| Jay Vine \| Alpecin-Deceuninck \| + 1m30s \| \| \| 5. \| Primož Roglič \| Jumbo-Visma \| + 1m44s \| \| \| 6. \| Ben O'Connor \| AG2R Citroën Team \| + 1m44s \| \| \| 7. \| Juan Ayuso \| UAE Team Emirates \| + 1m55s \| \| \| 8. \| Jai Hindley \| Bora-Hansgrohe \| + 1m55s \| \| \| 9. \| Louis Meintjes \| Intermarché-Wanty-Gobert Matériaux \| + 1m55s \| \| \| 10. \| Remco Evenepoel \| Quick-Step Alpha Vinyl \| + 1m59s \| \| |                    |                                    |          |
| |                    |                                    |          |
| Fonte: ProCyclingStats |                    |                                    |          |
| Classificação por etapas |                    |                                    |          |
| Ciclista | Ciclista           | Equipe                             | Tempo    |
| 1. | Thymen Arensman    | Team DSM                           | 4h17m17s |
| 2. | Enric Mas          | Movistar Team                      | + 1m23s  |
| 3. | Miguel Ángel López | Astana Qazaqstan Team              | + 1m25s  |
| 4. | Jay Vine           | Alpecin-Deceuninck                 | + 1m30s  |
| 5. | Primož Roglič      | Jumbo-Visma                        | + 1m44s  |
| 6. | Ben O'Connor       | AG2R Citroën Team                  | + 1m44s  |
| 7. | Juan Ayuso         | UAE Team Emirates                  | + 1m55s  |
| 8. | Jai Hindley        | Bora-Hansgrohe                     | + 1m55s  |
| 9. | Louis Meintjes     | Intermarché-Wanty-Gobert Matériaux | + 1m55s  |
| 10. | Remco Evenepoel    | Quick-Step Alpha Vinyl             | + 1m59s  |

## Classificações ao final da etapa

### Classificação geral
| \| Classificação geral \| Classificação geral \| Classificação geral \| Classificação geral \| Classificação geral \| \| Ciclista \| Ciclista \| Equipe \| Tempo \| \| \| ------------------- \| ------------------- \| ---------------------- \| ------------------- \| ------------------- \| \| 1. \| Remco Evenepoel \| Quick-Step Alpha Vinyl \| 56h40m49s \| \| \| 2. \| Primož Roglič \| Jumbo-Visma \| + 1m34s \| \| \| 3. \| Enric Mas \| Movistar Team \| + 2m01s \| \| \| 4. \| Juan Ayuso \| UAE Team Emirates \| + 4m49s \| \| \| 5. \| Carlos Rodríguez \| Ineos Grenadiers \| + 5m16s \| \| \| 6. \| Miguel Ángel López \| Astana Qazaqstan Team \| + 5m24s \| \| \| 7. \| João Almeida \| UAE Team Emirates \| + 7m00s \| \| \| 8. \| Thymen Arensman \| Team DSM \| + 7m05s \| \| \| 9. \| Ben O'Connor \| AG2R Citroën Team \| + 8m57s \| \| \| 10. \| Jai Hindley \| Bora-Hansgrohe \| + 11m36s \| \| |                    |                        |           |
| |                    |                        |           |
| Fonte: ProCyclingStats |                    |                        |           |
| Classificação geral |                    |                        |           |
| Ciclista | Ciclista           | Equipe                 | Tempo     |
| 1. | Remco Evenepoel    | Quick-Step Alpha Vinyl | 56h40m49s |
| 2. | Primož Roglič      | Jumbo-Visma            | + 1m34s   |
| 3. | Enric Mas          | Movistar Team          | + 2m01s   |
| 4. | Juan Ayuso         | UAE Team Emirates      | + 4m49s   |
| 5. | Carlos Rodríguez   | Ineos Grenadiers       | + 5m16s   |
| 6. | Miguel Ángel López | Astana Qazaqstan Team  | + 5m24s   |
| 7. | João Almeida       | UAE Team Emirates      | + 7m00s   |
| 8. | Thymen Arensman    | Team DSM               | + 7m05s   |
| 9. | Ben O'Connor       | AG2R Citroën Team      | + 8m57s   |
| 10. | Jai Hindley        | Bora-Hansgrohe         | + 11m36s  |

### Classificação por pontos
| Classificação por pontos | Classificação por pontos | Classificação por pontos | Classificação por pontos | Classificação por pontos |
| Ciclista                 | Ciclista                 | Equipe                   | Pontos                   |                          |
| ------------------------ | ------------------------ | ------------------------ | ------------------------ | ------------------------ |
| 1.                       | Mads Pedersen            | Trek-Segafredo           | 284 pts                  |                          |
| 2.                       | Fred Wright              | Bahrain Victorious       | 111 pts                  |                          |
| 3.                       | Primož Roglič            | Jumbo-Visma              | 107 pts                  |                          |
| 4.                       | Remco Evenepoel          | Quick-Step Alpha Vinyl   | 100 pts                  |                          |
| 5.                       | Marc Soler               | UAE Team Emirates        | 99 pts                   |                          |
| 6.                       | Samuele Battistella      | Astana Qazaqstan Team    | 91 pts                   |                          |
| 7.                       | Enric Mas                | Movistar Team            | 88 pts                   |                          |
| 8.                       | Jay Vine                 | Alpecin-Deceuninck       | 62 pts                   |                          |
| 9.                       | Kaden Groves             | BikeExchange-Jayco       | 60 pts                   |                          |
| 10.                      | Lawson Craddock          | BikeExchange-Jayco       | 57 pts                   |                          |

### Classificação da montanha
| Classificação da montanha | Classificação da montanha | Classificação da montanha | Classificação da montanha | Classificação da montanha |
| Ciclista                  | Ciclista                  | Equipe                    | Pontos                    |                           |
| ------------------------- | ------------------------- | ------------------------- | ------------------------- | ------------------------- |
| 1.                        | Jay Vine                  | Alpecin-Deceuninck        | 59 pts                    |                           |
| 2.                        | Richard Carapaz           | Ineos Grenadiers          | 30 pts                    |                           |
| 3.                        | Thymen Arensman           | Team DSM                  | 22 pts                    |                           |
| 4.                        | Robert Stannard           | Alpecin-Deceuninck        | 21 pts                    |                           |
| 5.                        | Marc Soler                | UAE Team Emirates         | 20 pts                    |                           |
| 6.                        | Enric Mas                 | Movistar Team             | 19 pts                    |                           |
| 7.                        | Jimmy Janssens            | Alpecin-Deceuninck        | 17 pts                    |                           |
| 8.                        | Miguel Ángel López        | Astana Qazaqstan Team     | 16 pts                    |                           |
| 9.                        | Primož Roglič             | Jumbo-Visma               | 12 pts                    |                           |
| 10.                       | Thibaut Pinot             | Groupama-FDJ              | 12 pts                    |                           |

### Classificação dos jovens
| Classificação dos jovens | Classificação dos jovens | Classificação dos jovens | Classificação dos jovens | Classificação dos jovens |
| Ciclista                 | Ciclista                 | Equipe                   | Tempo                    |                          |
| ------------------------ | ------------------------ | ------------------------ | ------------------------ | ------------------------ |
| 1.                       | Remco Evenepoel          | Quick-Step Alpha Vinyl   | 56h40m49s                |                          |
| 2.                       | Juan Ayuso               | UAE Team Emirates        | + 4m49s                  |                          |
| 3.                       | Carlos Rodríguez         | Ineos Grenadiers         | + 5m16s                  |                          |
| 4.                       | João Almeida             | UAE Team Emirates        | + 7m00s                  |                          |
| 5.                       | Thymen Arensman          | Team DSM                 | + 7m05s                  |                          |
| 6.                       | José Félix Parra         | Equipo Kern Pharma       | + 42m23s                 |                          |
| 7.                       | Sergio Higuita           | Bora-Hansgrohe           | + 42m47s                 |                          |
| 8.                       | Gino Mäder               | Bahrain Victorious       | + 46m24s                 |                          |
| 9.                       | Edoardo Zambanini        | Bahrain Victorious       | + 59m06s                 |                          |
| 10.                      | Clément Champoussin      | AG2R Citroën Team        | + 1h11m54s               |                          |

### Classificação por equipas
| Classificação por equipes | Classificação por equipes          | Classificação por equipes | Classificação por equipes |
| Equipe                    | Equipe                             | Tempo                     |                           |
| ------------------------- | ---------------------------------- | ------------------------- | ------------------------- |
| 1.                        | UAE Team Emirates                  | 169h17m58s                |                           |
| 2.                        | Ineos Grenadiers                   | + 29m50s                  |                           |
| 3.                        | Astana Qazaqstan Team              | + 43m48s                  |                           |
| 4.                        | Bora-Hansgrohe                     | + 51m12s                  |                           |
| 5.                        | Movistar Team                      | + 52m39s                  |                           |
| 6.                        | Bahrain Victorious                 | + 1h01m01s                |                           |
| 7.                        | Intermarché-Wanty-Gobert Matériaux | + 1h01m05s                |                           |
| 8.                        | Jumbo-Visma                        | + 1h23m29s                |                           |
| 9.                        | EF Education-EasyPost              | + 1h23m37s                |                           |
| 10.                       | Quick-Step Alpha Vinyl             | + 1h58m36s                |                           |

## Abandonos
Domenico Pozzovivo não completou a etapa depois de vários dias doente.